# 刘晓峰 (1947年)

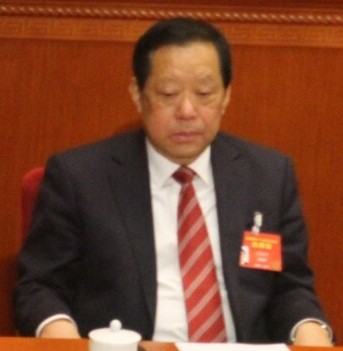
刘晓峰

刘晓峰（1947年1月—），男，四川成都人，中华人民共和国政治人物，原副国级领导人。重庆交通大学水港系毕业，高级工程师。曾任四川省人民政府副省长，中国农工民主党第十四、十五届中央副主席。现任农工党第十五届中央监督委员会主任，第十一届全国政协常委、副秘书长。

## 生平
1970年自重庆交通大学水港系毕业后，刘晓峰在江西九江港务局当工人；1972年，调成都420厂当钳工；1978年，在北京钢铁学院金属物理专业进修。学习期满后，回到成都420厂；历任助理工程师、工程师，高温强度室主任，情报室援助巴基斯坦技术翻译。
1984年，刘晓峰调四川省交通厅航务管理局工作，历任工程师、科长、高级工程师、副局长；1994年，出任四川省交通厅副厅长。1995年4月加入中国农工民主党。2003年，升任四川省副省长；2008年1月起，出任农工党中央专职副主席；并于当年3月，当选第十一届全国政协常委、兼任副秘书长。2012年12月，当选农工党第十五届中央常务副主席。2013年，担任第十二届全国政协副主席。